# I'm your man (album van Leonard Cohen)
I'm Your Man is het achtste studio-album van Leonard Cohen dat verscheen in 1988. Het album markeerde een vrij radicale koerswijziging van Cohen als zanger en muzikant. Zo was het voor het eerst dat synthesizers een grote rol speelden op een plaat van de zanger, een groot verschil met zijn vroegere platen waarop hij zich meestal uitsluitend met een akoestische gitaar begeleidde.
Na een aantal minder succesvolle albums betekende I'm Your Man een omslag in de carrière van Cohen, omdat het album zowel kritisch als commercieel een groot succes bleek te zijn. In Nederland bereikte het de 16e plaats in de Album Top 100. Het was voor het eerst sinds 1974 dat Cohen in de Nederlandse albumlijst te vinden was.

## Tracklisting
1. First we take Manhattan
2. Ain't no cure for love
3. Everybody knows
4. I'm your man
5. Take this waltz
6. Jazz police
7. I can't forget
8. Tower of song

Alle tekst en muziek door Leonard Cohen, behalve #3 (Leonard Cohen/Sharon Robinson); #5 (Leonard Cohen/Oorspronkelijke tekst: Federico Garcia Lorca); #6 (Leonard Cohen/Jeff Fisher)
First we take Manhattan was in 1987 al opgenomen door Jennifer Warnes, Cohens vaste achtergrondzangeres, voor haar album Famous blue raincoat - The songs of Leonard Cohen.
Take this waltz was in 1986 al uitgebracht op een tribute-album voor de dichter Federico Garcia Lorca, Poets in New York. Voor dit nummer had Cohen een oorspronkelijk Spaanse tekst van Lorca ("Pequeño vals vienés"; 'kleine Weense wals') in het Engels vertaald.

## Covers
Verschillende nummers van het album zijn gecoverd door andere artiesten:
- Tower of song: U2, Martha Wainwright (beide versies op de soundtrack van de film Leonard Cohen: I'm Your Man uit 2006), Tom Jones
- Everybody knows: Concrete Blonde, Don Henley
- I can't forget: Pixies, Jarvis Cocker
- Ain't no cure for love: Aaron Neville
- I'm your man: Michael Bublé, Patricia O'Callaghan, Nick Cave, Elton John
- First we take Manhattan: REM, Bill Pritchard, Robbie van Wieren (als Earst nim ik Manhattan op het album Cohen in het Fries)
- Take this waltz: Marius de Boer (als Draai my rûn op Cohen in het Fries)